# Bandeira de Tuva
A Bandeira de Tuva é um dos símbolos oficiais da República de Tuva, uma das subdivisões da Federação Russa. Foi criada por Oyun-ool Sat e adotada em 17 de setembro de 1992. Três dias após sua adoção foi consagrada pelo Dalai Lama que estava visitando a região na época
A bandeira tem semelhança com a do estado brasileiro do Amapá e da Africa do Sul.

## Descrição
Seu desenho consiste em um retângulo com proporção largura-comprimento de 1:2. É composta por um triângulo na cor ouro envolto por um "Y" azul contornado em branco em um campo azul celeste.

## Histórico

Bandeira de Tuva de 1921-1930

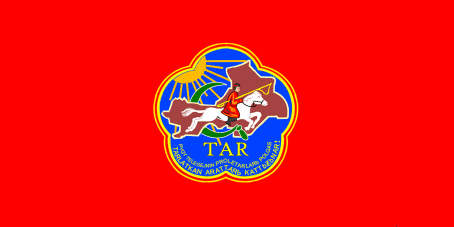
Bandeira de Tuva de 1933-1941

Bandeira de Tuva de 1978-1992

Desde quando fazia parte do território da China, Tuva teve um total de 7 bandeiras. 
A primeira bandeira, em 1918 era um círculo solar em ouro sobre um fundo azul. Em 1921 o fundo foi modificado para vermelho. Em 1926 foram colocados no pavilhão um novo emblema, no caso o brasão de armas da União Soviética usado na época, no interior do círculo solar usado anteriormente. Nas laterais havia legendas em preto na língua tuvana.
Em 1930 as inscrições foram removidas, e foi acrescentado um emblema da letras TAR. Em 1933 foi o emblema foi novamente alterado. A partir de 1941 era totalmente vermelha, com a inscrição TAR em ouro escrito no canto superior esquerdo. Nos anos de 1943 a 1944 as letras mudam para o alfabeto cirílico e assumem a forma da TAP. Com a anexação de Tuva à União Soviética em 11 de outubro de 1944, tuva passa a ser uma região autônoma da República Socialista Federativa Soviética da Rússia (RSFS da Rússia), tendo então a bandeira local sido abolida.
A partir de 1961 tuva passa a ter novamente bandeira, só que o o desenho era bastante semelhante ao da RSFS da Rússia, sendo a única diferença o nome República Socialista Soviética Autônoma de Tuva, ou resumidamente, RSSA de Tuva, escrito no alfabeto cirílico na língua russa (Тувинская ACCP). Em 1978 a bandeira é novamente modificada para incluir abaixo da inscrição em russo a inscrição RSSA de Tuva na língua tuvana (Тыва ACCP).

## Simbologia
A pala azul simboliza a confluência dos rios a confluência do Bolshe Ienissei (Grande Ienissei) e o Maly Ienissei (Pequeno Ienissei) em Kyzyl, capital tuvana, quando então formam o rio Ienissei, conhecido localmente como rio Ulug-Khem.
Suas cores representam:
- Amarelo - a prosperidade, o céu puro, o respeito mútuo e a harmonia na sociedade, além da fé religiosa da nação já que a população, em sua maior parte, professa o lamaismo e budismo;
- Azul - a coragem, a força, a riqueza e a equidade do estado. Simboliza também as crenças religiosas tradicionais da população, que é majoritariamente Budista.
- Branco - a pureza, a nobreza, a decência pública, a transparência e a independência